# Rio Cerna Vodă
O Rio Cerna Vodă é um rio da Romênia, afluente do Mag, localizado no distrito de Sibiu.